# Holzheim (Rhénanie-Palatinat)
Pour les articles homonymes, voir Holzheim.
Holzheim est une municipalité du Verbandsgemeinde Diez, dans l'arrondissement de Rhin-Lahn, en Rhénanie-Palatinat, dans l'ouest de l'Allemagne.

## Références

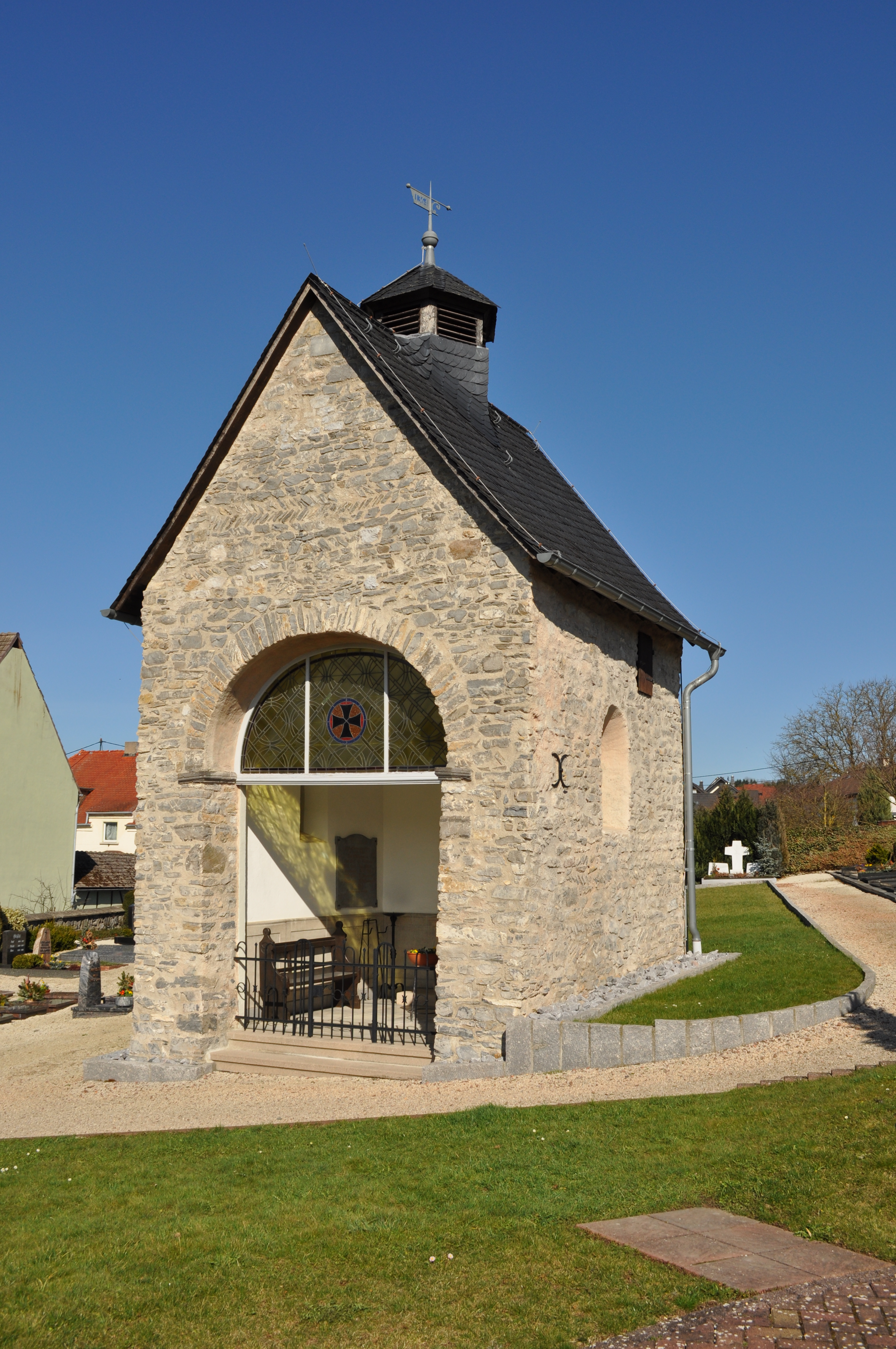
Chapelle à Holzheim